# Биккер, Мирьям
Мирьям Ханна Биккер (нидерл. Mirjam Hannah Bikker; род. 8 сентября 1982, Гауда, Южная Голландия) — нидерландский политический деятель. Политический лидер партии «Христианский союз» (ChristenUnie) с 17 января 2023 года. Член Палаты представителей Нидерландов с 2021 года. В прошлом — член Сената (2015—2021).

## Биография
Родилась 8 сентября 1982 года в Гауде.
Выросла в деревнях Мордрехт и Нюнспет.
Училась в колледже Lambert Franckens в Эльбурге.
В 2007 году окончила Утрехтский университет, где изучала конституционное и административное право.
В студенческие годы возглавляла студенческую организацию Sola Scriptura в Утрехте — отделение реформаторской студенческой организации Civitas Studiosorum in Fundamento Reformato. Также работала в партии «Христианский союз».

## Политическая карьера
В 2006 году избрана в муниципальный совет Утрехта. Переизбрана на выборах 2010 и 2014 годов. Боролась с оконной проституцией вдоль реки Вехт в Утрехте. С 2013 года и до избрания в Сенат в 2015 году была председателем фракции.
Баллотировалась на муниципальных выборах 2018 и 2022 года в Гауде.
На выборах в Сенат 2015 года была 3-й в партийном списке и избрана сенатором. Во время отпуска по беременности и родам с 13 сентября 2016 года по 22 декабря 2016 года её заменял Херман Ситсма. На выборах 2019 года в Сенат возглавляла партийной список и была переизбрана. С 11 июня 2019 года возглавляла фракцию. Была председателем сенатского комитета по образованию, культуре и науке (OCW). Покинула Сенат 30 марта 2021 года после избрания в Палату представителей.
Баллотировалась на парламентских выборах 2010 года, была 19-й в партийном списке. На выборах 2012 года — 31-й в списке.
На парламентских выборах 2021 года была 3-й в партийном списке и избрана депутатом Палаты представителей Нидерландов.
На безальтернативных выборах 17 января 2023 года избрана председателем фракции и политическим лидером партии, сменила Герта-Яна Сегерса, который возглавлял партию с 2015 года.

## Личная жизнь
Живёт в Гауде. Замужем, имеет троих детей.
Является членом прихода Святого Иоанна Протестантской церкви Нидерландов в Гауде.